# Kristoffer Hoas
Kristoffer Tomasson Hoas, född 31 mars 1877 i Gammalsvenskby i Nya Ryssland, Kejsardömet Ryssland, död 7 april 1941 i Roma socken.
Kristoffer Hoas var son till bonden Thomas Hoas. Efter folkskolan blev han år 1892 elev vid tyska lärarseminariet i Sarata i Bessarabien och avlade år 1896 klockarexamen där. Hoas verkade därefter som lärare, klockare och bysekreterare i Gammalsvenskby. År 1900 företog han en studieresa till Sverige och fick därigenom möjligheter att bygga upp ett bybibliotek och ta emot jordbruksstöd från Sverige.
Efter ryska revolutionen förstatligades kyrkan i Gammalsvenskby och man behövde en gudstjänstförrättare från byn och Kristoffer Hoas tog på sig uppgiften. När senare lugnare tider inträdde, fick Hoas möjlighet att resa till Sverige där han år 1922 prästvigdes av ärkebiskop Nathan Söderblom. Kristoffer Hoas stannade som präst i Gammalsvenskby till 1928, då det politiska klimatet åter hårdnade.
Hoas lyckades dock få utresetillstånd för att besöka Sverige där han valde att stanna och arbeta för att ge övriga gammalsvenskbybor möjlighet att emigrera. År 1929 lyckades ett sådant tillstånd utverkas och samma år ankom omkring 880 svenskbybor till Trelleborg. Kristoffer Hoas mötte dem i Jönköping där de stannade en kortare tid, och företog även en resa till Kanada tillsammans med en grupp gammalsvenskbybor för att undersöka möjligheten till emigration dit.
Tillsammans med omkring 550 av gammalsvenskbyborna valde dock Hoas år 1930 att bosätta sig på Gotland. Fram till 1937 tjänstgjorde han som pastorsadjunkt i bland annat Sjonhem och Viklau.